# Где вы, рыцари?
«Где вы, рыцари?» — комедийный художественный фильм режиссёра Леонида Быкова. Его первая работа на киностудии имени А. Довженко. Изначально сценарий фильма назывался «Уходят женщины».

## Сюжет
Талантливый учёный Игорь Владимирович Кресовский любит аэроспортсменку Юлю и собирается объясниться, но не успевает — она случайно встречает музыканта Женю и так же случайно из-за непогоды вынуждена скоротать ночь в его коммунальной квартире со своей подругой Леной, девушкой одного из музыкантов коллектива, который возглавляет Женя. Узнав об этом, уязвлённый учёный прерывает перспективную научную работу, отказывается делать доклад на симпозиуме, собирает вещи и уходит «в горы», но в аэропорту передумывает и возвращается, чтобы обрести душевное равновесие в труде. Его коллега и партнёр Ким Алексеевич наговаривает на Женю и подначивает Кресовского объясниться с ним.
Объяснение начинается с оскорблений и переходит в эксцентрическую дуэль на шпагах, в результате чего учёного с царапиной увозят в больницу, а музыканта — в милицию. Чтобы расставить точки над i, Юля пишет письмо Кресовскому, где сообщает, что любит Женю. Учёный сбегает из больницы в милицию, чтобы защитить Женю и принять вину на себя. В то же время Ким Алексеевич продолжает интриговать, но ничто не может помешать взаимным искренним чувствам.

## В ролях
- Леонид Быков — Игорь Владимирович Кресовский, учёный
- Александр Калецкий — Женя Ковальчук
- Елена Брацлавская — Юля Яценко
- Виталий Дорошенко — Алик Ларин
- Сергей Гурзо — Ваня Самоха
- Наталья Воробьёва — Лена, девушка Алика, подруга Юли
- Игорь Дмитриев — Ким Алексеевич Ермилов, учёный, соавтор Кресовского по научной работе
- Ирина Губанова — Ольга Викторовна
- Виктор Байков — Егор Францевич Голубчик, сосед Жени по квартире
- Сергей Филиппов — Аркадий Петрович Билонос
- Алексей Смирнов — поливальщик
- Юрий Тимошенко — хирург
- Мальвина Швидлер — мама Жанночки Ситниковой
- Людмила Сосюра — Нина Петровна Тищенко, лейтенант милиции
- Борислав Брондуков — сержант милиции
- Георгий Георгиу — сосед Ковальчука и Голубчика
- Николай Яковченко — сосед Ковальчука и Голубчика
- Олег Комаров — репортер
- Валентин Грудинин — милиционер
- Виктор Полищук — Виктор Петрович, сослуживец Ковальчука
- Мария Капнист — Прасковья Ильинична, соседка Ковальчука и Голубчика

## Создатели картины
- Режиссёр:	Леонид Быков
- Авторы сценария: Михаил Гиндин и Генрих Рябкин
- Оператор: Владимир Войтенко
- Художник-постановщик: Георгий Прокопец
- Композитор: Игорь Поклад
- Директор фильма: Алексей Ярмольский (в 1979 году был членом специальной комиссии по расследованию обстоятельств гибели Леонида Быкова)[2][3]

## Производство
По словам вице-президента Академии искусств Украины Игоря Безгина: "несмотря на то, что сценарий «Уходят женщины», с которыми Леонид Быков приехал на студию, был Госкино «зарублен на корню», директор Киностудии им. А. Довженко Василий Цвиркунов  все-таки «пробил» его -- и Москва сделала заказ студии на телевизионный вариант".
Кинорежиссер Александр Муратов вспоминал: "когда мы уже вместе с Цвиркуновым преподавали в театральном институте, он мне рассказывал, как пришлось доказывать нашему Госкино, что фильм «Где вы, рыцари?» в корне (!) отличался от сценария «Уходят женщины», то есть как студия вывела его из «мелкотемья».
При производстве фильма были задействованы кадры из воздушных съёмок таких фильмов как «Люди над облаками» и «В небе только девушки».
В фильме звучит песня на стихи Сергея Есенина «Клён ты мой опавший, клён заледенелый…», а также несколько песен поэта Юрия Рыбчинского на музыку Игоря Поклада: «Жил король у сине-моря», «Уходят в даль туманные берёзы», «Имя твоё — лунный мотив».

## Восприятие
«Вот еще одна любовная история. Он молодой рабочий, она знатная парашютистка. Он поет и носит кружевное жабо, она острит и щеголяет в светлых брюках. Катер, мотороллер, танцы, цветы— дело двигалось к заветной цели. Что ж, мир да радость, совет да любовь! Ан нет, вырос на их пути хилый интеллигент, доктор наук, не умеющий играть на гитаре. И, конечно, все опошлил. Хлопают двери, звучат клинки, хмурится женщина в милицейском мундире, а обезьянка Геркулес задумчиво кушает диссертацию. Все это называется «Где вы, рыцари?». 
Поставил комедию на студии имени Довженко Леонид Быков по сценарию Михаила Гиндина и Генриха Рябкина. Не только поставил, но и отважно сыграл этого хилого вундеркинда. Сыграл, кстати, прекрасно, то в фарсовом, почти балаганном ключе, то с немыслимой, какой-то всамделишной грустью, отчего нелепая фигура вдруг облекается в плоть и в кровь. Этот образ, да еще интересная работа  Игоря Дмитриева, сыгравшего второго ученого, законченного прохвоста, да гастрольные выходы Юрия Тимошенко, Сергея Филиппова и Георгия Георгиу с репризами на двадцать секунд воспринимаешь своеобразными островками вроде натуральных носов, вклеенных в плоский рисунок». 
(Виктор Демин. Заговор серьезных // Советский экран. 1973. № 1. С. 2).